# File Hajdar

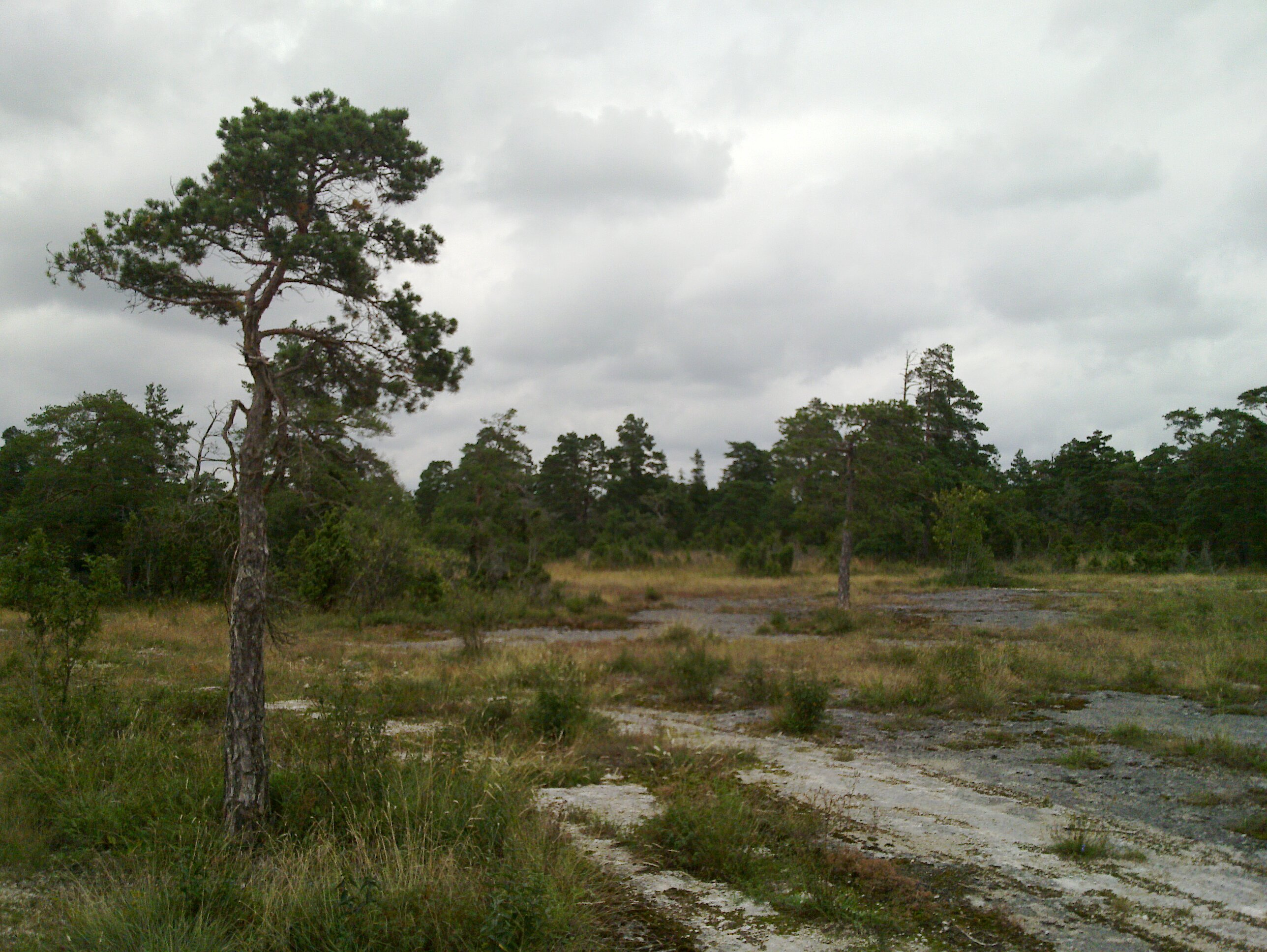
Kalkboden in File Hajdar (Gotland)

File Hajdar (oder Filehajdar) ist ein Gebiet auf der schwedischen Insel Gotland, das sich durch eine besondere Landschaftsform auszeichnet, die auf Schwedisch hällmark genannt wird. Der Boden besteht auch Kalk, teilweise auch festen Kalkplatten. Die Vegetation besteht aus einem Wald, der für die Klimazone ungewöhnlich licht ist, also niedrige Bäume mit relativ großen Abständen enthält. Es kommen seltene Orchideenarten in diesem Gebiet vor.

## Lage
Das Gebiet liegt 25 km nordöstlich von Visby, 7 km westlich von Slite und 5 km nordöstlich von Tingstäde nordöstlich des Sees Tingstädeträsk.

## Nutzung
Das Gebiet ist unbewohnt oder fast unbewohnt und nur durch unbefestigte Wege erschlossen.
Ein Teil ist als Naturreservat und Natura 2000-Gebiet ausgewiesen.
Der östliche Teil ist als „Fabrikområde“ (Fabrikgelände) ausgewiesen und abgesperrt und umfasst den Steinbruch und potentielle Erweiterungsgebiete für die etwa 5 km entfernt liegende Zementfabrik in Slite.